# Az MTK Budapest FC 2022–2023-as szezonja
A MTK Budapest FC a 2022–2023-as szezonban az NB2-ben indul, miután a 2021–2022-es NB1-es szezonban tizenegyedik, kieső helyen zárta a bajnokságot.
A Magyar Kupában idegenben tudták legyőzni az Issimo csapatát 0–8-ra, valamint a Felsőzsolcát 0–6-ra, viszont a nyolcaddöntőben kikaptak hazai pályán az NB I-es Mezőkövesd együttesétől 0–2-re.
Az NB II-ben 22 győzelemmel, 8 döntetlennel, 8 vereséggel és 74 szerzett ponttal 2. helyen végeztek és ezzel feljutottak az NB I-be ismét.

## Változások a csapat keretében
A vastaggal jelzett játékosok felnőtt válogatottsággal rendelkeznek.

### Érkezők
| Dátum             | Név              | Nemzet    | Poszt       | Kor | Honnan            | Szerződés megnevezése | Átigazolási időszak | Szerződés vége | Átigazolás összege | Forrás |
| ----------------- | ---------------- | --------- | ----------- | --- | ----------------- | --------------------- | ------------------- | -------------- | ------------------ | ------ |
| 2022. június 1.   | Bognár István    | magyar    | középpályás | 31  | Paks              | átigazolás            | 2022. évi nyári     | Nem publikus   | Nem publikus       | [ 4 ]  |
| 2022. június 16.  | Balázs József    | magyar    | kapus       | 18  | III. Kerületi TVE | átigazolás            | 2022. évi nyári     | 2025           | Nem publikus       | [ 5 ]  |
| 2022. június 17.  | Németh Krisztián | magyar    | csatár      | 33  | klub nélküli      | átigazolás            | 2022. évi nyári     | 2023           | ingyen             | [ 6 ]  |
| 2022. június 24.  | Sinan Medgyes    | szlovák   | hátvéd      | 29  | Paks              | átigazolás            | 2022. évi nyári     | 2025           | Nem publikus       | [ 7 ]  |
| 2022. július 18.  | Zsóri Dániel     | magyar    | csatár      | 21  | MOL Fehérvár      | átigazolás            | 2022. évi nyári     | 2025           | Nem publikus       | [ 8 ]  |
| 2022. július 29.  | Poór Patrik      | magyar    | hátvéd      | 28  | Debreceni VSC     | átigazolás            | 2022. évi nyári     | Nem publikus   | ingyen             | [ 9 ]  |
| 2022. október 27. | Kocsis Gergő     | magyar    | hátvéd      | 28  | klub nélküli      | átigazolás            | 2022. évi nyári     | 2023           | ingyen             | [ 10 ] |
| 2022. december 3. | Bobál Dávid      | magyar    | hátvéd      | 27  | Mezőkövesd        | kölcsön               | 2023. évi nyári     | 2023           | -                  | [ 11 ] |
| 2022. december 3. | Rácz Gergő       | magyar    | kapus       | 27  | Paks              | kölcsön               | 2023. évi nyári     | 2023           | -                  | [ 12 ] |
| 2023. január 31.  | Khaly Thiam      | szenegáli | középpályás | 29  | Pendikspor        | átigazolás            | 2023. évi nyári     | 2025           | ingyen             | [ 13 ] |
| 2023. február 3.  | Vadnai Dániel    | magyar    | hátvéd      | 34  | Mezőkövesd        | átigazolás            | 2023. évi nyári     | 2023           | ingyen             | [ 14 ] |
| 2023. február 10. | Nikolas Špalek   | szlovák   | csatár      | 25  | Topolya           | átigazolás            | 2023. évi nyári     | 2024           | Nem publikus       | [ 15 ] |

### Kölcsönből visszatérők
| Dátum           | Név              | Nemzet | Poszt       | Kor | Honnan      | Átigazolási időszak | Szerződés vége |
| --------------- | ---------------- | ------ | ----------- | --- | ----------- | ------------------- | -------------- |
| 2022. július 1. | Prosser Dániel   | magyar | csatár      | 28  | SønderjyskE | 2022. évi nyári     | Nem publikus   |
| 2022. július 1. | Nagy Barnabás    | magyar | hátvéd      | 21  | Szentlőrinc | 2022. évi nyári     | Nem publikus   |
| 2022. július 1. | Biben Barnabás   | magyar | középpályás | 18  | Szentlőrinc | 2022. évi nyári     | 2023           |
| 2022. július 1. | Zuigéber Ákos    | magyar | csatár      | 19  | Budafok     | 2022. évi nyári     | 2025           |
| 2022. július 1. | Kosznovszky Márk | magyar | középpályás | 20  | Tiszakécske | 2022. évi nyári     | Nem publikus   |
| 2022. július 1. | Törőcsik Péter   | magyar | csatár      | 21  | Szentlőrinc | 2022. évi nyári     | Nem publikus   |
| 2022. július 1. | Kaka Godwords    | ghánai | hátvéd      | 19  | Nyíregyháza | 2022. évi nyári     | Nem publikus   |
| 2022. július 1. | Bese Balázs      | magyar | kapus       | 23  | Budafok     | 2022. évi nyári     | Nem publikus   |
| 2022. július 1. | Lehoczky Roland  | magyar | hátvéd      | 20  | Ajka        | 2022. évi nyári     | 2023           |

### Utánpótlásból felkerültek
| Név             | Nemzet | Poszt       | Kor | Szerződés vége |
| --------------- | ------ | ----------- | --- | -------------- |
| Lehoczky Roland | magyar | hátvéd      | 20  | 2023           |
| Horváth Artúr   | magyar | középpályás | 18  | 2026           |
| Molnár Ádin     | magyar | csatár      | 18  | 2025           |

### Távozók
| Dátum             | Név                 | Nemzet      | Poszt       | Kor | Hova              | Szerződés megnevezése | Átigazolási időszak | Szerződés vége | Átigazolás összege | Forrás |
| ----------------- | ------------------- | ----------- | ----------- | --- | ----------------- | --------------------- | ------------------- | -------------- | ------------------ | ------ |
| 2022. június 8.   | Ylber Ramadani      | albán       | középpályás | 26  | Aberdeen          | átigazolás            | 2022. évi nyári     | 2025           | 120.000 €          | [ 16 ] |
| 2022. június 22.  | Helembai Márk       | magyar      | hátvéd      | 19  | Gyirmót           | átigazolás            | 2022. évi nyári     | Nem publikus   | Nem publikus       | [ 17 ] |
| 2022. június 23.  | Bojan Miovszki      | macedón     | csatár      | 23  | Aberdeen          | átigazolás            | 2022. évi nyári     | 2026           | 650.000 €          | [ 18 ] |
| 2022. június 28.  | Varga Bence         | magyar      | kapus       | 26  | Kecskemét         | kölcsön               | 2022. évi nyári     | 2023           | -                  | [ 19 ] |
| 2022. július 5.   | Myke Bouard Ramos   | brazil      | csatár      | 29  | Nyíregyháza       | átigazolás            | 2022. évi nyári     | 2023           | ingyen             | [ 20 ] |
| 2022. július 5.   | Clinton Osei        | ghánai      | csatár      | 20  | Kozármisleny      | kölcsön               | 2022. évi nyári     | 2023           | -                  | [ 20 ] |
| 2022. július 5.   | Guth Ádám           | magyar      | hátvéd      | 19  | Kozármisleny      | kölcsön               | 2022. évi nyári     | 2023           | -                  | [ 20 ] |
| 2022. július 5.   | Milan Mijatović     | montenegrói | kapus       | 34  | Al-Adalah         | átigazolás            | 2022. évi nyári     | Nem publikus   | ingyen             | [ 20 ] |
| 2022. július 5.   | Gheorghe Grozav     | román       | csatár      | 31  | Petrolul Ploiești | átigazolás            | 2022. évi nyári     | Nem publikus   | Nem publikus       | [ 20 ] |
| 2022. július 5.   | Sebastián Herrera   | kolumbiai   | hátvéd      | 27  | Bregalnica Štip   | lejárt a szerződése   | 2022. évi nyári     | Nem publikus   | ingyen             | [ 20 ] |
| 2022. július 5.   | Sztefan Szpirovszki | macedón     | középpályás | 31  | Pjunik Jerevan    | lejárt a szerződése   | 2022. évi nyári     | Nem publikus   | ingyen             | [ 20 ] |
| 2022. július 5.   | Szakály Dénes       | magyar      | középpályás | 34  | Szeged-Csanád GA  | lejárt a szerződése   | 2022. évi nyári     | 2023           | ingyen             | [ 20 ] |
| 2022. július 5.   | Branislav Sluka     | szlovák     | hátvéd      | 23  | Žilina            | kölcsönből vissza     | 2022. évi nyári     | 2023           | -                  | [ 20 ] |
| 2022. július 5.   | Andrej Kadlec       | szlovák     | hátvéd      | 26  | Termalica         | szerződésbontás       | 2022. évi nyári     | Nem publikus   | ingyen             | [ 20 ] |
| 2022. július 5.   | Baki Ákos           | magyar      | hátvéd      | 27  | Nyíregyháza       | átigazolás            | 2022. évi nyári     | Nem publikus   | ingyen             | [ 20 ] |
| 2022. július 5.   | Bíró Bence          | magyar      | csatár      | 23  | Szeged-Csanád GA  | átigazolás            | 2022. évi nyári     | Nem publikus   | Nem publikus       | [ 20 ] |
| 2022. július 5.   | Winter Dániel       | magyar      | kapus       | 19  | Siófok            | átigazolás            | 2022. évi nyári     | Nem publikus   | Nem publikus       | [ 20 ] |
| 2022. július 5.   | Varasdi Dániel      | magyar      | kapus       | 22  | klub nélküli      | lejárt a szerződése   | 2022. évi nyári     | -              | -                  | [ 20 ] |
| 2022. július 12.  | Prosser Dániel      | magyar      | csatár      | 28  | klub nélküli      | szerződésbontás       | 2022. évi nyári     | -              | -                  | [ 21 ] |
| 2022. július 12.  | Andrija Drljo       | bosnyák     | csatár      | 19  | Zrinjski Mostar   | átigazolás            | 2022. évi nyári     | 2025           | Nem publikus       | [ 21 ] |
| 2022. július 24.  | Kosznovszky Márk    | magyar      | középpályás | 20  | Kozármisleny      | kölcsön               | 2022. évi nyári     | 2023           | -                  | [ 22 ] |
| 2022. július 27.  | Slobodan Rajković   | szerb       | hátvéd      | 33  | klub nélküli      | lejárt a szerződése   | 2022. évi nyári     | -              | -                  | [ 23 ] |
| 2022. július 27.  | James Weir          | angol       | középpályás | 27  | klub nélküli      | lejárt a szerződése   | 2022. évi nyári     | -              | -                  | [ 23 ] |
| 2022. július 30.  | Bese Balázs         | magyar      | kapus       | 23  | Szentlőrinc       | átigazolás            | 2022. évi nyári     | Nem publikus   | ingyen             | [ 24 ] |
| 2022. december 3. | Balázs József       | magyar      | kapus       | 19  | Paks              | kölcsön               | 2023. évi nyári     | 2023           | -                  | [ 12 ] |
| 2022. december 3. | Lehoczky Roland     | magyar      | hátvéd      | 20  | Mezőkövesd        | kölcsön               | 2023. évi nyári     | 2023           | -                  | [ 25 ] |
| 2022. december 3. | Sinan Medgyes       | magyar      | hátvéd      | 29  | Diósgyőri VTK     | szerződésbontás       | 2023. évi nyári     | Nem publikus   | ingyen             | [ 26 ] |
| 2022. december 3. | Nagy Barnabás       | magyar      | hátvéd      | 22  | Nyíregyháza       | szerződésbontás       | 2023. évi nyári     | Nem publikus   | ingyen             | [ 27 ] |
| 2022. december 3. | Clinton Osei        | ghánai      | hátvéd      | 19  | Kozármisleny      | szerződésbontás       | 2023. évi nyári     | Nem publikus   | ingyen             | [ 27 ] |
| 2022. december 4. | Várkonyi Bence      | magyar      | hátvéd      | 20  | Kozármisleny      | kölcsön               | 2023. évi nyári     | 2023           | -                  | [ 27 ] |
| 2023. január 16.  | Biben Barnabás      | magyar      | középpályás | 19  | Tiszakécske       | kölcsön               | 2023. évi nyári     | 2023           | -                  | [ 28 ] |
| 2023. január 25.  | Kovácsréti Márk     | magyar      | csatár      | 22  | Nyíregyháza       | átigazolás            | 2023. évi nyári     | Nem publikus   | Nem publikus       | [ 29 ] |

### Új szerződések
| Dátum            | Név               | Nemzet | Poszt       | Kor | Szerződés hossza | Szerződés vége | Forrás |
| ---------------- | ----------------- | ------ | ----------- | --- | ---------------- | -------------- | ------ |
| 2022. június 14. | Vasvári Zalán     | magyar | csatár      | 18  | profi szerződés  | 2025           | [ 30 ] |
| 2022. június 14. | Bene Domonkos     | magyar | középpályás | 19  | profi szerződés  | 2025           | [ 30 ] |
| 2022. június 14. | Szőke Gergő       | magyar | középpályás | 19  | profi szerződés  | 2025           | [ 30 ] |
| 2022. június 14. | Juhász Bálint     | magyar | hátvéd      | 19  | profi szerződés  | 2025           | [ 30 ] |
| 2022. június 14. | Velicskó Szabolcs | magyar | kapus       | 19  | profi szerződés  | 2025           | [ 30 ] |
| 2022. június 20. | Dóra Donát        | magyar | hátvéd      | 20  | profi szerződés  | 2025           | [ 31 ] |
| 2022. június 20. | Juhász Levente    | magyar | csatár      | 18  | Nem publikus     | Nem publikus   | [ 31 ] |
| 2022. június 27. | Zuigéber Ákos     | magyar | csatár      | 19  | Nem publikus     | Nem publikus   | [ 32 ] |
| 2022. június 28. | Varga Bence       | magyar | kapus       | 26  | Nem publikus     | Nem publikus   | [ 19 ] |

## Játékoskeret
Utolsó módosítás: 2023. június 14.
A vastaggal jelzett játékosok felnőtt válogatottsággal rendelkeznek.
A dőlttel jelzett játékosok kölcsönben szerepelnek a klubnál.
*A tartalékcsapatban is pályára lépő játékosok.
Az érték oszlopban szereplő , , és = jelek azt mutatják, hogy a Transfermarkt legutóbbi adatfrissítése előtti állapothoz képest mennyit nőtt, csökkent a játékos értéke, vagy ha nem változott, akkor azt az = jel mutatja.

| Mezszám                | Név                 | Nemzetiség        | Születési hely | Születési idő (kor)           | Korábbi csapat           | Érték (€)          | Szerződés lejárta |
| Kapusok                | Kapusok             | Kapusok           | Kapusok        | Kapusok                       | Kapusok                  | Kapusok            | Kapusok           |
| ---------------------- | ------------------- | ----------------- | -------------- | ----------------------------- | ------------------------ | ------------------ | ----------------- |
| 12                     | Csenterics Adrián*  | magyar            | Budapest       | 2004. október 8. (20 éves)    | Utánpótlásból került fel | 75 000 ( 25 000)   | 2024.06.30.       |
| 13                     | Rácz Gergő          | magyar            | Budapest       | 1995. november 20. (29 éves)  | Paksi FC                 | 275 000 ( 25 000)  | 2023.06.30.       |
| 25                     | Somodi Bence        | magyar            | Eger           | 1988. november 25. (36 éves)  | Kazincbarcikai SC        | 150 000 (=)        | 2023.06.30.       |
| Védők                  |                     |                   |                |                               |                          |                    |                   |
| 2                      | Varju Benedek       | magyar            | Győr           | 2001. május 21. (23 éves)     | Utánpótlásból került fel | 300 000 ( 50 000)  | 2024.06.30.       |
| 4                      | Bobál Dávid         | magyar            | Pásztó         | 1995. augusztus 31. (29 éves) | Mezőkövesd Zsóry FC      | 250 000 (=)        | 2023.06.30.       |
| 5                      | Nagy Zsombor        | magyar            | Szeged         | 1998. március 21. (26 éves)   | Utánpótlásból került fel | 300 000 (=)        | 2025.06.30.       |
| 15                     | Szépe János         | szlovák           | Galánta        | 1996. március 15. (29 éves)   | Mezőkövesd Zsóry FC      | 250 000 ( 50 000)  | Nem publikus      |
| 22                     | Poór Patrik         | magyar            | Győr           | 1993. november 25. (31 éves)  | Debreceni VSC            | 200 000 (=)        | Nem publikus      |
| 24                     | Vadnai Dániel       | magyar            | Budapest       | 1988. február 19. (37 éves)   | Mezőkövesd Zsóry FC      | 100 000 ( 75 000)  | 2023.06.30.       |
| 26                     | Kapronczai Gergely* | magyar            | Mohács         | 2001. március 4. (24 éves)    | Utánpótlásból került fel | 50 000 (=)         | Nem publikus      |
| 29                     | Kaka Godwords*      | GHA               | Ghána, ?       | 2002. október 7. (22 éves)    | Utánpótlásból került fel | 75 000 (=)         | Nem publikus      |
| Középpályások          |                     |                   |                |                               |                          |                    |                   |
| 6                      | Kata Mihály         | magyar            | Budapest       | 2002. április 13. (22 éves)   | Utánpótlásból került fel | 400 000 (=)        | 2024.06.30.       |
| 7                      | Stieber Zoltán      | magyar            | Sárvár         | 1988. október 16. (36 éves)   | Újpest FC                | 200 000 (=)        | 2023.06.30.       |
| 8                      | Mezei Szabolcs      | magyar            | Békéscsaba     | 2000. október 18. (24 éves)   | Utánpótlásból került fel | 250 000 ( 100 000) | 2024.06.30.       |
| 10                     | Bognár István       | magyar            | Liège          | 1991. május 5. (33 éves)      | Paksi FC                 | 500 000 (=)        | Nem publikus      |
| 14                     | Horváth Artúr*      | magyar            | Szeged         | 2003. október 2. (21 éves)    | Utánpótlásból került fel | 200 000 ( 200 000) | Nem publikus      |
| 20                     | Kovács Mátyás*      | magyar            | Budapest       | 2003. július 7. (21 éves)     | Utánpótlásból került fel | 400 000 (=)        | 2025.12.31.       |
| 21                     | Kocsis Gergő        | magyar            | Budapest       | 1994. március 7. (31 éves)    | Mezőkövesd Zsóry FC      | 200 000 ( 50 000)  | 2023.06.30.       |
| 23                     | Khaly Thiam         | Szenegál · magyar | Dakar          | 1994. január 7. (31 éves)     | Pendikspor               | 400 000 ( 100 000) | 2025.06.30.       |
| 27                     | Palincsár Martin    | magyar            | Esztergom      | 1999. január 3. (26 éves)     | Utánpótlásból került fel | 150 000 (=)        | 2024.06.30.       |
| Támadók                |                     |                   |                |                               |                          |                    |                   |
| 9                      | Futács Márkó        | magyar            | Budapest       | 1990. február 22. (35 éves)   | NK Olimpija Ljubljana    | 200 000 (=)        | 2023.06.30.       |
| 11                     | Zuigéber Ákos       | magyar            | Budapest       | 2002. november 8. (22 éves)   | Utánpótlásból került fel | 200 000 ( 50 000)  | Nem publikus      |
| 16                     | Molnár Ádin*        | magyar            | Szeged         | 2004. augusztus 16. (20 éves) | Utánpótlásból került fel | 100 000 (=)        | 2026.06.30.       |
| 17                     | Zsóri Dániel        | magyar · ROM      | Nagyvárad      | 2000. október 14. (24 éves)   | MOL Fehérvár FC          | 150 000 (=)        | 2025.06.30.       |
| 18                     | Németh Krisztián    | magyar            | Győr           | 1989. január 5. (36 éves)     | Debreceni VSC            | 300 000 (=)        | 2023.06.30.       |
| 28                     | Miknyóczki Ádám*    | magyar            | Budapest       | 2002. augusztus 17. (22 éves) | Utánpótlásból került fel | 125 000 (=)        | 2024.06.30.       |
| 30                     | Nikolas Špalek      | SVK · magyar      | Vágsellye      | 1997. február 12. (28 éves)   | Topolyai SC              | 400 000 ( 100 000) | 2024.12.31.       |
| Kölcsönadott játékosok |                     |                   |                |                               |                          |                    |                   |
| Név                    | Poszt               | Nemzetiség        | Születési hely | Születési idő (kor)           | Kölcsönben itt           | Érték (€)          | Kölcsön lejárta   |
| Varga Bence            | kapus               | magyar            | Kazincbarcika  | 1996. január 9. (29 éves)     | Kecskeméti TE            | 350 000 ( 150 000) | 2023.06.30.       |
| Balázs József          | kapus               | magyar            | Karcag         | 2003. december 2. (21 éves)   | Paksi FC                 | 75 000 ( 25 000)   | 2023.06.30.       |
| Lehoczky Roland        | védő                | magyar            | Budapest       | 2002. április 19. (22 éves)   | Mezőkövesd Zsóry FC      | 200 000 ( 125 000) | 2023.06.30.       |
| Várkonyi Bence         | védő                | magyar            | Budapest       | 2002. március 18. (22 éves)   | Kozármisleny SE          | 150 000 (=)        | 2023.06.30.       |
| Kosznovszky Márk       | középpályás         | magyar            | Budapest       | 2002. április 17. (22 éves)   | Kozármisleny SE          | 150 000 ( 25 000)  | 2023.06.30.       |
| Biben Barnabás         | középpályás         | magyar            | Budapest       | 2003. november 19. (21 éves)  | Tiszakécskei LC          | 200 000 (=)        | 2023.06.30.       |

## Vezetőség és szakmai stáb
Utolsó módosítás: 2023. június 14.
| Vezetőség                                                 | Vezetőség          | Szakmai stáb – MTK Budapest | Szakmai stáb – MTK Budapest | Szakmai stáb – MTK Budapest II. | Szakmai stáb – MTK Budapest II. |
| --------------------------------------------------------- | ------------------ | --------------------------- | --------------------------- | ------------------------------- | ------------------------------- |
| Tulajdonos                                                | Zakor Sándor       | Vezetőedző                  | Horváth Dávid               | Szakmai vezető                  | Pölöskei Gábor                  |
| Szakmai igazgató                                          | Dr. Selei András   | Asszisztens edző            | Bonifert Péter              | Vezetőedző                      | Kanta József                    |
| Gazdasági Igazgató                                        | Somogyi János      | Vezető erőnléti edző        | Farkas Viktor               | Asszisztens edző                | Teodoru Vaszilisz               |
| Klubmenedzser                                             | Polyák Balázs      | Kapusedző                   | Federico Groppioni          | Kapusedző                       | Paulovicz Dániel                |
| Akadémia Szakmai Igazgató                                 | Székely Zsolt      | Videóelemző                 | André Milán                 | Technikai vezető                | Zoufal Nándor                   |
| Társadalmi és nemzetőközi kapcsolatokért felelős igazgató | Szabó Dávid        | Csapatmenedzser             | Balogh Orsolya              | Fizioterapeuta                  | Bali Mariann                    |
| Marketing és Kommunikációs igazgató                       | Balogh Orsolya     | Technikai vezető            | Janta Gábor                 | Masszőr                         | Kalmár Gergely                  |
| Csapatmenedzser                                           | Balogh Orsolya     | Csapatorvos                 | Dr. Dreissiger Imre         | Sportpszichológus               | Lábadi Anett                    |
| Operatív Igazgató                                         | Horváth Mihály     | Csapatorvos                 | Dr. Kincses Dániel          | Szertáros                       | Flandera Norbert                |
| Jogi Igazgató                                             | Dr. Mráz László    | Fizioterapeuta              | Sipos Péter                 |                                 |                                 |
| Női szakág szekcióvezető                                  | Pinczi Anita       | Masszőr                     | Dömök István                |                                 |                                 |
| Sales igazgató                                            | Finfera Maximilián | Masszőr                     | Kákonyi Dániel              |                                 |                                 |
| Kommunikációs és Marketing munkatárs                      | Finfera Maximilián | Kit menedzser               | Arany János                 |                                 |                                 |
| Az MTK Budapest és a SKLA nagykövete                      | Pintér Ádám        |                             |                             |                                 |                                 |
| Vezető tehetségkutató                                     | Pintér Ádám        |                             |                             |                                 |                                 |